# Ракетомёт
Ракетомёт (рус. дореф. ракѣтометъ, англ. rocket launcher) — одно из дореволюционных названий миномёта и подобных ему образцов артиллерийского вооружения, до появления и вычленения из него ракетного оружия как самостоятельной формы вооружения. В послереволюционное время, после большевистской реформы и вместе со становлением советской военной науки, термин советскими военными теоретиками не употреблялся вообще, сохранив ограниченное хождение в трудах русскоязычных военных теоретиков из числа белой эмиграции. Среди прочих, им пользовался в своих трудах крупный русский военный учёный Е. Э. Месснер, в межвоенный период употреблявший слово «ракетомёт» в значении миномёта, а после появления на вооружении РККА «гвардейских миномётов» понимавший под «ракетомётами» ракетные комплексы в целом, а также реактивные системы залпового огня и боевые машины реактивной артиллерии в частности. В Советском Союзе слово употреблялось в произведениях советской научной фантастики (братьями Стругацкими и др.).
С появлением компьютерных игр, с середины 1990-х годов слово стало употребляться в среде геймеров. В западнославянских языках слово является синонимом любого пускового устройства для реактивных боеприпасов («raketomet» в чешском, словацком, словенском и др.)

## Этимология
В русский военный лексикон слово попало из трудов немецких военных теоретиков, поскольку для определения реактивных снарядов, а затем мин, те использовали слово «rakete», которое в русскоязычных изданиях их трудов переводилось как «ракѣта». Впоследствии, после прихода к власти большевиков и исхода белого офицерства за рубеж, значительная часть последних упорно применяла вышедшие из употребления в СССР термины, поскольку принципиально отвергала советскую военную терминологию, особенно аббревиатуры и акронимы советского происхождения (типа «РПГ», «ПТРК», «РСЗО» и тому подобных). Между тем, слово «ракетомет», по привычному для славянского слообразования морфологическому шаблону (корень от того или иного существительного + окончание «мёт») распространено в других славянских языках.

## В компьютерных играх
На сленге компьютерных игроков «ракетомёт» обозначает устройство, предназначенное для пуска и корректировки траектории полёта ракет в видеоиграх.
В играх того времени ракетомёт (чаще всего с фантастическими конструкцией и боевыми возможностями) зачастую выступал одним из наиболее мощных видов вооружения и применялся для уничтожения особенно мощных противников и групповых целей. Ближайший реальный аналог ракетомёта — реактивный гранатомёт. Но «гранатомётом» в играх обычно называют другое оружие — запускающее несамодвижущиеся гранаты по баллистической траектории.
Основные признаки стереотипного ракетомёта:
- Стреляет взрывчатой ракетой, летящей по прямой с конечной скоростью.
- Если позволяют системные требования, за ракетой тянется дымный шлейф.
- Могут существовать методы управления ракетой — «выстрелил и забыл» или по лазерному лучу.
- Скорострельность — 1 выстрел за 0,5…2 секунды[9].
- Боезапас — 20 и более выстрелов[10].
- Урон при прямом попадании — как минимум 0,5 полной жизни игрока, как максимум — ненамного выше стандартного уровня жизни, и можно остаться в живых, если есть дополнительная жизнь или броня[11]. Но в сетевой перестрелке, где все хаотично маневрируют, шансы на прямое попадание невелики, и важно целиться в стены и пол рядом с тем местом, где может появиться враг.
- Во многих играх отбрасывает врага взрывной волной в сторону, это позволяет сбивать врага с толку или запрыгивать в недоступные точки, стреляя себе под ноги (rocket jump).

Мощная ракетная установка «Redeemer» из серии Unreal может стрелять полностью управляемой ракетой (игрок смотрит с носовой камеры). Но redeemer не является стереотипным ракетомётом — он занимает экологическую нишу BFG-9000, труднодоступного оружия с крайне ограниченным боезапасом, способного даже при неточном попадании заполучить фраг, а то и несколько. Есть и классический ракетомёт — eightball gun (Unreal), rocket launcher (Unreal Tournament).

### Распространённость в компьютерных играх
Ракетомёт присутствует во многих знаменитых играх компании id Software. Вначале ракетомёт появился в играх серии Doom, затем в играх серии Quake, откуда практически без изменений перекочевал во множество других игр. В серии Doom ракетомётом вооружён не только сам игрок, но и неигровой персонаж — Кибердемон.
Стереотип видения ракетомёта, созданный компанией id Software, впоследствии был перенят и другими жанрами видеоигр — RPG, RTS и прочие.
Ракетомёты присутствуют в играх серии «Космические рейнджеры», где выполняют роль самонаводящегося оружия дальнего боя, выпускающее сразу 3 ракеты, наносящие небольшой урон. Полезны, если ракетомётов и ракет очень много. Однако, ракеты уничтожают любые предметы, на которые натыкаются, могут сгореть на звезде (солнце), и быть уничтоженными обычным оружием, что делает их не таким распространённым оружием среди игроков.
Также «ракетомётом» (rocket launcher) в играх иногда называют совершенно реальные виды оружия. К примеру, один из героев Grand Theft Auto IV называет так РПГ-7.

### Другие варианты названия
Есть другие названия ракетомёта, которые можно встретить в игровой журналистике и сленге игроков:
- Базука (англ. Bazooka) — американская версия реактивного гранатомёта
- Гранатомёт[12]
- Ракетница[13]
- Ракетная установка[14][15]